# Problemlösende Kreativität
Die problemlösende Kreativität ist eine Form der Kreativität, die während der Arbeit den gesellschaftlichen Fortschritt aktiviert. Deshalb ist die gesellschaftliche Nützlichkeit der angestrebten Problemlösung das entscheidende Ziel. Problemlösende Kreativität liegt vor, wenn systematisch neue Lösungen erreicht werden, die einmalig und originell sind. Die eigentliche Problemlösung stellt sich dabei spontan durch einen Gedankensprung, einen Geistesblitz oder eine Erkenntnis ein.
Nur mit neuen, innovativen Lösungen lassen sich globale Zukunftsaufgaben wie die Nahrungs- und Energieversorgung, die Umweltstabilisierung sowie die Arbeitsbeschaffung bewältigen. Dabei spielt die problemlösende Kreativität immer mehr die entscheidende Rolle, da sie auf die Lösung gravierender wissenschaftlicher, wirtschaftlicher und technischer Problemen ausgerichtet ist. Aus diesem Grund ist es wichtig, den Begriff der Kreativität in dieser Hinsicht zu spezifizieren und zu präzisieren.

## Definition „Problemlösende Kreativität“
Die problemlösende Kreativität wird durch nachfolgende Merkmale charakterisiert:
- Problemlösende Kreativität zielt auf wirtschaftliche Verwertung. Künstlerisch-musische Kreativität ist dagegen eher auf Selbstverwirklichung  und Sinnforschung ausgerichtet.
- Ein erkanntes, vermutetes, vorgegebenes oder anders erfasstes Problem ist der typische Ausgangspunkt für einen Arbeitsprozess, der zur Problemlösung führen soll.
- Problemlösende Kreativität ist nicht nur auf die Ideenfindung ausgerichtet, sie umfasst auch den Problemlösungsprozess.
- Das kreative Erkennen des Problemkerns ist oft schon die „halbe“ Problemlösung.
- Die erreichte Problemlösung ist originell, überraschend, ungewöhnlich und problemsensitiv.
- Mental ist eine innovative Lösung nicht zu erzwingen. Zwar tritt sie letztlich spontan auf, jedoch nur dann, wenn sich der Bearbeiter intensiv mit dem Problem beschäftigt. Das systematische Vorgehen auf dem Weg zum Ziel ist außerordentlich hilfreich, bei anspruchsvollen Aufgaben sogar unerlässlich für eine kreative Problemlösung.[7][8]
- Zur problemlösenden Kreativität gehört nach systematischer Analyse ein Auslöser, eine Intuition: Ein noch nicht genügend aufgeklärter Faktor: Benannt auch als „Aha-Effekt“, Geistesblitz, „plötzliche Erkenntnis“, Gesichtsfelderweiterung oder Zufall.
- So ein Auslöser kann durch Kreativitätstechniken erheblich gefördert, aber nicht „willentlich“ erzwungen werden.[9] Er ist entscheidend für die Lösung, kommt aber ohne systematische Analysearbeit nicht zustande.
- Die problemlösende Kreativität führt zu einem deutlichen höheren Niveau der kreativen Leistung. Im Idealfall zu einer Widerspruchslösung, die gegensätzliche, sich widersprechende Aspekte, in einer neuartigen Lösung elegant überwindet.
- Eine kreative Widerspruchslösung bietet als höchste Kreativitätsstufe besonders gute Erfolgsaussichten für Erfindungen und grundsätzliche Innovationen.
- Eine kreative Problemlösung erweitert das vorhandene Wissen und führt zu bedeutenden Erkenntnissen im Bereich der Naturwissenschaften, zu Patenten, neuen Produkten, Verfahren und Materialien.
- Ohne problemlösende Kreativität, fundiertes Wissen und systematisches Vorgehen sind solche Ergebnisse praktisch nicht erreichbar.
- Problemlösende Kreativität weist in den unterschiedlichen Anwendungsgebieten Gemeinsamkeiten auf. Für solche Problemlösungsprozesse kann deshalb eine handlungsorientierte Arbeitsweise vorgegeben werden, die die Kreativität fördert.

## Definition „Problem“

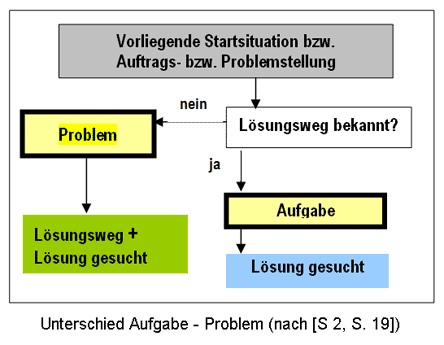
Unterschied zwischen Aufgabe und Problem

Der Begriff Problem ist für die geistig-schöpferische Arbeit eine unverzichtbare Kategorie. Problemerkennung und -lösung sind Voraussetzung für das Neue, den Fortschritt und für bedeutende Entdeckungen und Innovationen. Der Problemlösungsprozess ist die Grundlage der bewussten, methodisch-systematischen Arbeit zur Überwindung von Denkbarrieren, Widersprüchen und scheinbar unverträglichen Gegensätzen.
Zur problemlösenden Kreativität gehört damit ergänzend die Definition des Begriffs „Problem“, die sich aus dem Unterschied von Aufgabe und Problem ergibt (siehe Bild). Bei einer Aufgabe ist der Lösungsweg (Methoden, Verfahren, Programme, Techniken) bekannt oder gegeben, bei einem Problem ist das nicht der Fall.
Vor der inhaltlichen Lösung des Problems muss der Lösungsweg entwickelt werden. Bei der Lösung des Problems können Kreativitätstechniken helfen, insbesondere durch Bereitstellen geeigneter Methoden, Verfahren und Arbeitsweisen.

## Anwendung der problemlösenden Kreativität
Schwerpunkte für die Anwendung der problemlösenden Kreativität sind Forschungs- und Entwicklungsteams in den Bereichen Wissenschaft, Technik und Wirtschaft. Gelingt es solchen Arbeitsgruppen, neue Lösungen zu erarbeiten und umzusetzen, werden Innovationen geschaffen, die die Entwicklung von Wirtschaft und Gesellschaft vorantreiben. Mittel dazu sind Kreativitätstechniken, methodische Hilfen und spezielle Arbeitsweisen, die darauf gerichtet sind, den Problemlösungsprozess effektiver zu gestalten und eine kreative Lösungsfindung zu fördern. Beispiele dafür sind handlungsorientierte Kreativitätstechniken, systematische Methoden nach TRIZ, sowie das Methodensystem der Systematischen Heuristik.

## Spezielle Aspekte der problemlösenden Kreativität
Die vorstehende Definition der problemlösenden Kreativität kennzeichnet zugleich eine Abgrenzung zur künstlerisch-musischen. Obwohl das bedeutende Bild oder Musikstück für den Künstler „seine Problemlösung“ sein kann, wird hier nicht der Begriff „Problem“ verwendet. Der künstlerische Schaffensprozess ist in seinem Kern und Verlaufsprozess z. Z. noch weniger aufgeklärt. Keineswegs kann künstlerisch-musische Kreativität als weniger anspruchsvoll bezüglich der Originalität, der Einmaligkeit und des Niveaus eingestuft werden. Sie unterscheidet sich vom Gebiet und Anspruch her und ist eher auf Selbstverwirklichung und Sinnforschung des Künstlers ausgerichtet.
Die Unterscheidung zwischen „Alltagskreativität“ und „Außergewöhnliche Kreativität“ bezieht sich auf das Niveau der erreichten Lösung. Diese Begriffe bilden zwei Pole, wobei die Neuheit und die „Originalität“ entscheidend sind: Die Neuheit reicht von „Im vorhanden begrenzten Umfeld neu“ bis zu „Weltweit neu“. Die Originalität wird bewertet mit Begriffen wie: „Über den bekannten Stand hinausgehend“ bis zu „Ungewöhnliches Lösungsniveau“, „Niveausprung“ oder „Neue Generation“. Auch der Entwicklungsprozess der kreativen Leistung kann differieren: von „Zufällig und fast nebenbei“ bis zu „Langjährige, planmäßige Forschungsarbeit“. Für das Niveau lassen sich mehrere Stufen denken. Keineswegs sind alle innovationsträchtig oder lassen sich nur auf Bereiche außergewöhnliche Kreativität begrenzen. Selbst mit Alltagskreativität sind Innovationen erreichbar.